# Ocell ombrel·la ullblanc
ocell ombrel·la ullblanc (Cephalopterus ornatus) és una espècie d'ocell de la família dels cotíngids (Cotingidae) que habita la selva humida sud-americana a l'est de Colòmbia, sud de Veneçuela, Guyana, est de l'Equador, del Perú i de Bolívia, i nord del Brasil.